# Corallium pusillum
Corallium pusillum is een zachte koraalsoort uit de familie Coralliidae. De koraalsoort komt uit het geslacht Corallium. Corallium pusillum werd in 1903 voor het eerst wetenschappelijk beschreven door Kishinouye. 